# Die Ketten der Sklaverei
Die Ketten der Sklaverei (Originaltitel: The Chains of Slavery) ist ein erstmals 1774 erschienenes gesellschaftskritisches Buch von Jean Paul Marat.

## Entstehung und Veröffentlichungen
Marat verfasste das Buch während seiner Zeit in Großbritannien in englischer Sprache. Sein Vorhaben, es vor den damals anstehenden Parlamentswahlen erscheinen zu lassen, misslang. Marat gelang es aufgrund seines enormen Arbeitsaufwandes zwar, das Werk rechtzeitig abzufassen, die Veröffentlichung verzögerte sich jedoch. Der Autor selbst ahnte dahinter ein politisches Manöver seitens der damaligen Regierung.
1792 erschien das Buch in französischer Übersetzung als Les chaînes de l’esclavage und 1975 in deutscher Version.

## Inhalt
Das Werk besteht aus 65 Kapiteln, die sich in ihrer Länge z. T. sehr unterscheiden.
Marat führt im Einzelnen verschiedene Wege auf, wie Personen politische Macht erlangen und diese behalten. Dazu gehören Bestechungen in Politik und Gerichtswesen, Denunziationen und das Vorspielen einer Gefahrensituation, um die Bevölkerung an die Anwesenheit des Militärs zu gewöhnen. Zugleich kritisiert Marat auch Vertrauensseligkeiten und Aberglauben sowie dass sich der Unwillen der Bevölkerung gegen eine Regierung leicht mäßigen lässt. Auch stellt der Autor die These auf, dass satirische Darstellungen machtvoller Persönlichkeiten eher dazu führen, dass die Unzufriedenheit kanalisiert wird und keine tatsächlichen Maßnahmen gegen ungeliebte Herrscher folgen. Dass wenige Fürsten keine Unterdrückungsambitionen hegen, führt er im Schlusswort darauf zurück, dass Selbige zu große Furcht haben, um ihre wahren Pläne zu verwirklichen.
Marat greift in seinem Werk auf diverse historische Beispiele zurück, Erwähnung finden u. a. neuzeitliche Persönlichkeiten wie Jakob I., Armand-Jean du Plessis, duc de Richelieu, Ludwig XIV. und Karl XII., aber auch antike bzw. mythische Beispiele wie Lykurg oder die Franken und Germanen. In diesem Zusammenhang nutzt er antike Quellen wie die Schriften von Herodot und Tacitus.